# HD 63744
HD 63744 är en ensam stjärna belägen i den södra delen av stjärnbilden Akterskeppet, som också har Bayer-beteckningen Q Puppis. Den har en skenbar magnitud av ca 4,71 och är svagt synlig för blotta ögat där ljusföroreningar ej förekommer. Baserat på parallaxmätning inom Hipparcosuppdraget på ca 14,0 mas, beräknas den befinna sig på ett avstånd på ca 232 ljusår (ca 71 parsek) från solen. Den rör sig närmare solen med en heliocentrisk radialhastighet på ca -1,2 km/s.

## Egenskaper
HD 63744 är en orange till röd jättestjärna av spektralklass K0 III Den har en massa som är ca 1,3 solmassor, en radie som är ca 13 solradier och har ca 84 gånger solens utstrålning av energi från dess fotosfär vid en effektiv temperatur av ca 4 800 K.